# Instituto Lope de Vega
El Instituto Lope de Vega es un centro educativo público de Madrid, dependiente de la Consejería de Educación de la Comunidad.

## Historia
El IES Lope de Vega fue creado durante la Segunda República Española mediante un decreto promulgado el 26 de agosto de 1933. Fue uno de los tres únicos institutos que permanecieron abiertos en Madrid durante la Guerra civil. Ubicado inicialmente en un palacio de la calle de Manuel Silvela, el instituto se situó brevemente en la calle de Fortuny, volviendo a Manuel Silvela durante el conflicto y trasladándose a sus actuales instalaciones de la calle de San Bernardo a principios de los años 40.

## Edificio
El edificio fue declarado Bien de Interés Cultural el 26 de marzo de 1999 por Real decreto. Situado entre las calles de San Bernardo y Daoiz, haciendo esquina.